# Физика отказов
Физика отказов — раздел прикладной физики и теории надёжности, изучающий практические методы проектирования надёжных систем, основанные на знаниях и понимании процессов и механизмов, приводящих к отказу. Данные методы позволяют повысить надёжность и эксплуатационные характеристики производимых продуктов.
Другие определения:
- Научно-обоснованные методы повышения надёжности, использующие моделирование. Они помогают достигнуть требуемых характеристик системы и снизить риски как в процессе проектирования так и в процессе эксплуатации. Такой подход моделирует основные причины отказа, такие как усталость материала, трещины, износ и коррозия.
- Подход проектирования и разработки надёжного продукта, предотвращающий отказы, основанный на знаниях основных механизмов отказов. Концепция физики отказов основана на понимании закономерности между техническими требованиями и физическими характеристиками продукта, вариантами производственных процессов, реакции элементов и материалов продукта на нагрузку, взаимодействием элементов между собой при нагрузках и влияние на пригодность к использованию по отношению к условиям применения и времени[1].

## Обзор
Концепция физики отказов, также известная как физические основы надёжности, включает в себя использование деградационных алгоритмов, которые описывают как физические, химические, механические, термические, электромеханические параметры развиваются с течением времени и в конечном итоге приводят к отказу. Физика отказов получила первоначальное развитие во время Второй Мировой войны в связи с недостаточной надёжностью оружейных систем.

## Монтаж электронных схем

### Модель Энгельмайера
Модель Энгельмайера состоит из двух частей: физической, в которой вычисляется количество циклов, после которых отказ произойдет у 50 % компонентов исследуемой партии, и статистической, представленной двумя параметрами распределения Вейбулла. Комбинация этих двух частей позволяет рассчитать количество циклов, после которого произойдет отказ у x % компонентов исследуемой партии.
{\displaystyle N_{f}(x\%)={\frac {1}{2}}\left[{\frac {2\epsilon '_{f}}{\Delta D}}\right]^{\frac {1}{c}}\left({\frac {\ln(1-0,01x\%)}{\ln(0,5)}}\right)^{\frac {1}{\beta }}}
где ΔD — оценка циклического повреждения;
εf — коэффициент пластического усталостного разрушения;
c — показатель усталостной пластичности;
β — коэффициент формы распределения Вейбулла
Оценка циклического повреждения для безвыводного компонента повреждения может быть выражена:
{\displaystyle \Delta D={\frac {F\cdot DNP\cdot \Delta CTE\cdot \Delta T}{h}}}
Оценка циклического повреждения для выводного компонента повреждения может быть выражена:
{\displaystyle \Delta D={\frac {F\cdot K\left(DNP\cdot \Delta CTE\cdot \Delta T\right)^{2}}{(133psi)\cdot A\cdot h}}}